# Laranjal (Paraná)
Laranjal est une municipalité brésilienne située dans l'État du Paraná.